# 紅螢科
紅螢科（學名：Lycidae）是鞘翅目之下的一個科。
本科物種類似螢火蟲，但比螢火蟲大些，蟲體有色彩，大多是紅色。紅螢會放出有毒氣體以躲避掠食者。

## 分佈
紅螢科物種遍佈於廣泛分布於全球除南極界以外的所有生物地理分佈區，即：新北界、古北界、新熱帶界、埃塞俄比亞界、東洋界及澳新界。
Calopteron discrepans只存在於美國東部從新英格蘭南部到佛羅里達州。

## 分類
- Caenia
- Calochromus
- Calopteron
- Dictyopterus
- Duliticola
- Eropterus
- Leptoceletes
- 紅螢屬 Lycus
- Metriorrhynchus
- Plateros
- Porrostoma
- Pyropterus
- Sulabanus[3]
- Trichalus

## 圖庫

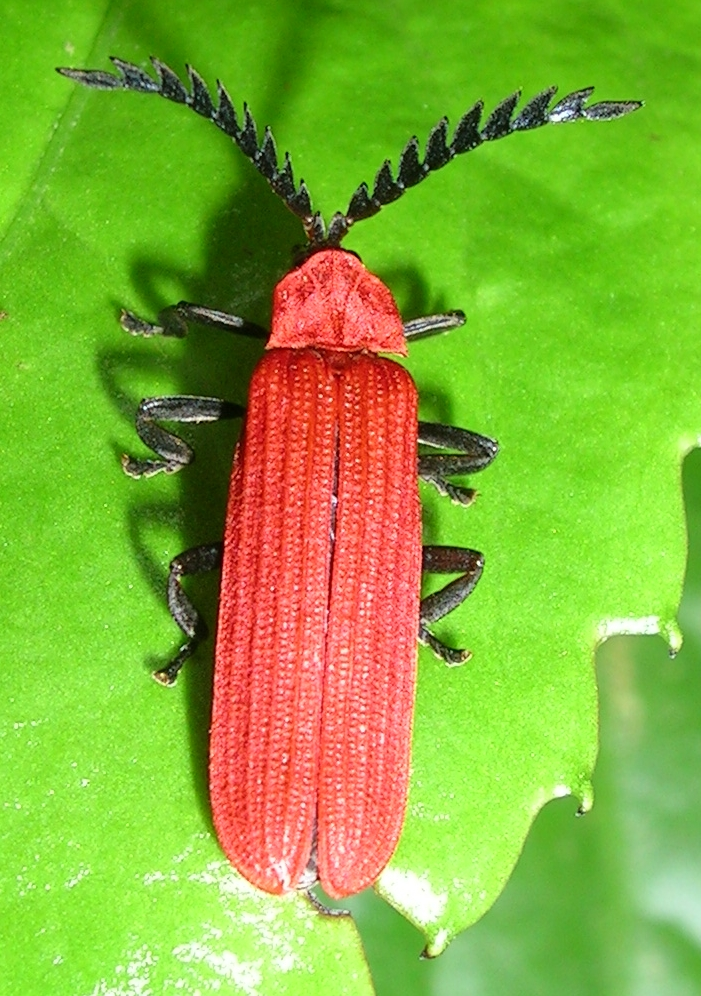
A lycid from India
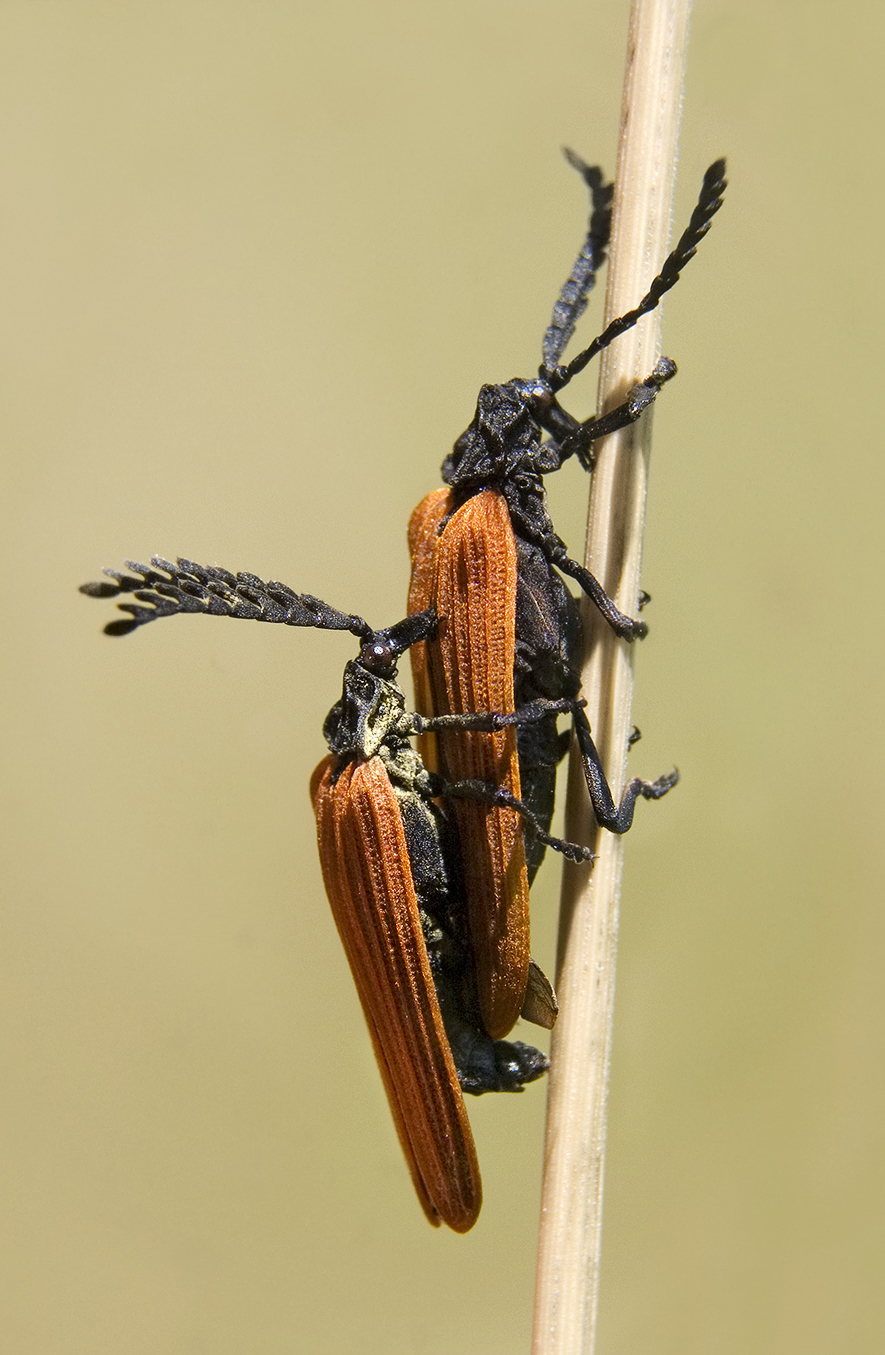
Mating Metriorrhynchus rhipidius

## 外部連結
- Flickr （页面存档备份，存于） Lycidae correctly tagged images
- . （原始内容存档于2009-10-27） （英语）.